# Rodophe Mercier
Pour les articles homonymes, voir Mercier.
Rodophe Mercier, né le 20 avril 1799 à Daillens et mort le 20 novembre 1860 à Daillens, est un notaire, un préfet et une personnalité politique suisse.

## Biographie
De confession protestante, originaire de Daillens et de Penthéréaz, Rodophe Mercier est le fils de Jean Pierre Mercier. Il épouse Jeannette Ropraz. Rodolphe Mercier est notaire et procureur-juré (ou agent d'affaires breveté, c'est-à-dire représentant d'une partie en matière de litiges civils) à Cossonay de 1831 à 1840 ainsi que préfet de Cossonay de 1839 à 1846 et de 1847 à 1860.

### Carrière politique
Rodophe Mercier, qui se situe à l'extrême gauche du Parti radical-démocratique, est député au Grand Conseil vaudois de 1837 à 1844. Il s'oppose au système fiscal, qu'il estime favorable aux libéraux, en proposant trois fois (en 1836, 1839 et 1842) une motion pour soumettre les créances à un impôt. Il s'engage en faveur d'un projet de code de commerce du député libéral Jacob Evert van Muyden, qui sera rejeté par le Grand Conseil, étant jugé préjudiciable aux agriculteurs et au petits commerçants. Il propose en outre que le Grand Conseil retire leur salaire aux pasteurs surpris à prêcher en dehors de l'Église nationale. Élu membre du gouvernement provisoire radical le 14 février 1845, à la suite de la Révolution radicale de 1845, puis du nouveau Conseil d'État le 3 mars 1845, il refuse sa réélection en août,.